# Jeremias Nussbaum
Pour les articles homonymes, voir Nussbaum.
Jeremias Nussbaum est un acteur franco-allemand né à Heidelberg en Allemagne.

## Filmographie

### Cinéma
- 2005 : La Maison de Nina de Richard Dembo : Schmelke
- 2009 : L'armée du crime de Robert Guédiguian
- 2011 : Une vie meilleure de Cédric Kahn
- 2012 : Mince alors! de Charlotte de Turckheim
- 2015 : Une histoire de fou de Robert Guédiguian
- 2016 : Le bonheur des uns de Jeremias Nussbaum[1]
- 2017 : Le bon soir de Jeremias Nussbaum[2]
- 2019 : Jacqueline et la révolution de Jeremias Nussbaum[3]
- 2021 : Draped In A Dragon de Jeremias Nussbaum[4],[5]
- 2025 : Le Choix du pianiste de Jacques Otmezguine

### Télévision
- 2010 : L'arche de Babel de Philippe Carrese : Frantz
- 2012 : Scènes de Ménages de Karim Adda
- 2022 : LT-21 de Mélisa Godet
- 2023 : Lycée Toulouse-Lautrec (série) de Shirley Monsarrat

### Théâtre
- 2013 : La trilogie des îles, de William Shakespeare, Pierre Carlet de Chamblain de Marivaux, Homère, mise en scène Irina Brook, Festival di Spoleto[6]
- 2015 : Le cercle de l'ombre[7], de Franz Werfel, Hovnatan Avedikian, mise en scène Hovnatan Avedikian, Théâtre national de Nice
- 2016 - 2017 : Terre Noire, de Stefano Massini, mise en scène Irina Brook, Théâtre national de Nice[8]